# روس باول
روس باول (بالإنجليزية: Ross Powell)‏ هو لاعب كرة قاعدة أمريكي، ولد في 24 يناير 1968 في غراند رابيدز في الولايات المتحدة، وتوفي في 25 أكتوبر 2017 في لوكاس في الولايات المتحدة بسبب تسمم بأحادي أكسيد الكربون.

## وصلات خارجية
- روس باول على موقع دوري كرة القاعدة الرئيسي (الإنجليزية)
- روس باول على موقعبيزبول رفرنس.كوم (الدوري الرئيسي) (الإنجليزية)
- روس باول على موقعبيزبول رفرنس.كوم (الدوري الثانوي) (الإنجليزية)
- روس باول على موقع مشجعي الرسوم البيانية (الإنجليزية)